# Маркелов, Леонид Игоревич
Леони́д И́горевич Марке́лов (род. 25 июня 1963, Москва СССР) — российский государственный и политический деятель. Глава Республики Марий Эл с 17 января 2001 по 6 апреля 2017 (до 1 июня 2011 года в качестве президента). Член Государственного совета Российской Федерации (по должности).
24 февраля 2021 года приговорён судом к 13 годам колонии и штрафу 235 млн 280 тыс. рублей по делу о получении взятки, злоупотреблении должностными полномочиями и незаконном хранении боеприпасов.

## Биография
Леонид Маркелов родился в семье служащих. Его отец, Игорь Иванович, работал начальником одного из управлений Министерства сельского хозяйства СССР. Мать, Галина Фёдоровна Хазова, развелась с мужем в 1972 году и воспитывала сына одна. Леонид получил образование в Военном Краснознамённом институте Министерства обороны СССР по специальности «юриспруденция». Окончил университет в 1986 году, после чего проходил службу на территории Республики Марий Эл в военной прокуратуре на разных прокурорско-следственных должностях. По национальности — русский. Член КПСС с 1988 по август 1991 года. После увольнения из армии в 1992 году занимался юридической практикой в качестве адвоката Межреспубликанской коллегии адвокатов.

### Начало политической карьеры
В 1995 году Маркелов был избран депутатом Государственной Думы второго созыва по федеральному списку партии ЛДПР. Входил во фракцию ЛДПР. При разделении постов между партиями в по квоте ЛДПР был избран заместителем председателя парламентского комитета по образованию и науке. Одновременно фактически возглавил Марийское республиканское отделение партии.
В 1996 году Маркелов принимал участие в выборах президента Республики Марий Эл. Выборы проходили в крайне напряжённой обстановке. Депутат Государственной Думы Галина Старовойтова в записке на имя руководителя Администрации Президента России Анатолия Чубайса писала: «Обстановка в республике крайне напряжённая. Сторонники Леонида Маркелова ездят по деревням и угрожают сжечь деревню, если деревня проголосует против него. Ожидаются столкновения между сторонниками Л. Маркелова и В. Кислицына в г. Йошкар-Оле». Набрав 29,21 % голосов, Маркелов проиграл выборы, уступив Вячеславу Кислицыну. Тогда же он создал Марийское региональное общественно-политические движение «Блок Маркелова», а с 1998 года по декабрь 1999 года издавал одноимённую политическую газету.
С 1997 по 1999 годы Маркелов был членом комитета Государственной думы по бюджету, налогам, банкам и финансам. В декабре 1999 года он избирался депутатом Госдумы третьего созыва в одномандатном округе № 18 (Марийский), получил 25,44 % голосов, выборы в округе проиграл. Был включён в федеральный список избирательного объединения ЛДПР (2-й номер в Поволжской группе). После отмены регистрации списка ЛДПР не вошёл в федеральный список вновь созданного избирательного блока «Блок Жириновского». В 2000 году был назначен на должность заместителя генерального директора ОАО «Росгосстрах», 100 % акций которого на тот момент принадлежало государству. Однако о деятельности Маркелова в этой должности ничего не известно.
3 декабря 2000 года Маркелов снова баллотировался на пост президента Республики Марий Эл. Он вышел во второй тур вместе с действующим тогда президентом Вячеславом Кислицыным и 17 декабря 2000 года выиграл выборы, получив 58,23 % голосов избирателей. На следующий день после своего избрания в интервью местной радиостанции заявил, что только контроль за выборами со стороны представительства президента РФ в Приволжском федеральном округе обеспечил его победу.

### Во главе Республики Марий Эл
Маркелов вступил в должность президента Марий Эл 17 января 2001 года. В июне 2003 года депутаты регионального парламента приняли решение об увеличении сроков пребывания на должности президента республики и депутатов Госсобрания до пяти лет. В 2004 году Маркелов снова выдвинул свою кандидатуру в главы республики. В ход предвыборной кампании он активно использовал «административный ресурс»; редакции местных телекомпаний и ЦИК были завалены жалобами, в которых жители региона жаловались на засилье репортажей о Маркелове на ТВ и об отсутствии объективных репортажей о других кандидатах. Именно в это время появилась шутка среди населения «Лёнька — голубой экран». Маркелов резко отказывался от открытого диалога со своими оппонентами по телевидению, боясь быть публично опозоренным. Аналитики полагают, что к тому времени у Маркелова уже очень сильно были расшатаны нервы. Несмотря на это, 19 декабря 2004 года он был переизбран президентом с 56,86 % голосов избирателей.
С 27 сентября 2005 по 30 марта 2006 года — член президиума Государственного совета Российской Федерации.

Президент РФ Дмитрий Медведев и Леонид Маркелов в августе 2010 года.

Избирательная кампания в Государственное Собрание республики в 2009 году, по мнению экспертов, была крайне жестокой. Власти региона, по мнению ряда экспертов, злоупотребляли административным ресурсом для борьбы с оппозицией. Были отмечены многочисленные нарушения избирательного законодательства, когда лидерам оппозиционных партий было отказано в предоставлении помещений для встреч с избирателями и результаты голосований явно подтасовывались — о чём заявил депутат от КПРФ Николай Харитонов. В знак протеста против «грязных региональных выборов» три партии: ЛДПР, Коммунистическая партия и «Справедливая Россия» — 14 октября 2009 года совместно (чего уже много лет не наблюдалось) покинули заседание Государственной Думы.
Партия «Единая Россия» выиграла эти региональные выборы, и в октябре 2009 года она выдвинула Маркелова на пост президента Марий Эл (он являлся членом этой партии с 2007 года). Это выдвижение было вполне очевидным. В ноябре президент России Дмитрий Медведев утвердил список претендентов на пост главы республики. 29 декабря Медведев внёс на рассмотрение парламента республики кандидатуру Маркелова для продления срока его полномочий. 31 декабря 2009 года парламент республики на внеочередной сессии утвердил Леонида Маркелова в должности на третий срок.
14 января 2015 года Маркелов был назначен временно исполняющим обязанности до выборов.
Выборам сопутствовал крупный скандал, поводом к которому послужила видеозапись официального открытия опорного фельдшерско-акушерского пункта (ФАП) в деревне Шимшурга (Звениговский район), когда Маркелов пригрозил его закрыть и перекопать только что открытую дорогу за холодный приём. После этого кандидат в главы республики от КПРФ Сергей Мамаев обратился в суд с требованием снять с выборов Маркелова за подкуп избирателей. Поведение ВрИО главы Марий Эл отказались комментировать в Полпредстве Президента РФ в Приволжском федеральном округе. 8 сентября 2015 года Маркелов стал фигурантом пародии в передаче Вечерний Ургант. 10 сентября Верховный суд Марий Эл отказался снять Леонида Маркелова с выборов главы Республики Марий Эл. Сам Маркелов позже заявил, что угроза перекопать дорогу и закрыть ФАП была шуткой.
В ходе выборов 13 сентября 2015 года Маркелов был переизбран главой республики в первом туре, с минимальным результатом преодолев необходимый барьер — 50,78 %, при явке 47,09 %.
С 6 апреля по 22 ноября 2016 года — член президиума Государственного совета Российской Федерации.
6 апреля 2017 года президент России Владимир Путин освободил Маркелова от должности. Формально глава республики ушёл по собственному желанию.

### Уголовное преследование
13 апреля 2017 года Маркелов был задержан Следственным комитетом России по подозрению в получении взятки в размере 235 млн рублей и этапирован в Москву. На следующий день его членство в партии «Единая Россия» было приостановлено до результатов рассмотрения уголовного дела.
14 апреля 2017 года Маркелов был арестован Басманным судом до 12 июня. Позже эта мера пресечения много раз продлевалась.
21 января 2019 года Генеральная прокуратура РФ утвердила обвинительное заключение. Согласно этому документу, Маркелов добился выделения 5 миллиардов рублей господдержки для птицефабрики «Акашевская», а в качестве «благодарности» получил от её владельца векселя на 234 миллиона рублей. В конце ноября 2019 года Нижегородский районный суд конфисковал имущество Маркелова на 2,2 млрд рублей как приобретённое на незадекларированные доходы (в числе конфискованного — торговый центр, 16 автомобилей, золотые слитки, множество предметов роскоши). По иску Генпрокуратуры РФ в доход государства будет обращено имущество компаний, подконтрольных мачехе экс-чиновника Татьяне Маркеловой.
Прокуратура попросила суд перенести рассмотрение дела в соседнюю Нижегородскую область: по мнению обвинения, в Йошкар-Оле подсудимый мог задействовать свой авторитет и старые связи, чтобы уйти от ответственности. Эта просьба была удовлетворена. Маркелов в суде заявил о своей невиновности. По его словам, он не оказывал птицефабрике никакого покровительства. В ноябре 2020 года прокуратура запросила 17 лет колонии для Леонида Маркелова. Гособвинение также планирует взыскать с него 235 миллионов рублей штрафа, на три года лишить его права занимать определённые должности и отобрать госнаграды.
24 февраля 2021 года суд приговорил бывшего главу к 13 годам колонии строгого режима и штрафу размером около 235 млн рублей. Кроме того, суд принял решение лишить Леонида Маркелова всех государственных наград и на три года запретил занимать должности в органах государственной власти.

## Семья
Разведён, имеет сына Игоря (род. 1999) и дочь Полину (род. 2003).
Бывшая жена, Маркелова Ирина Константиновна (род. 1977), закончила Оршанский педагогический колледж им. И.К. Глушкова, факультет международных отношений МарГУ.
Владела ООО «Июнь 2006», контролирующее «Телекомпанию 12-й регион» и «Марийскую независимую вещательную корпорацию», позже переданные Маркеловой Татьяне Ивановне. Также Маркеловой принадлежали ОАО «Контакт», выпускающее холодильное оборудование, и агрохолдинг ОАО «Тепличное».

## Литературное творчество
Маркелов издал сборники стихов «Надеюсь образом чудесным…» (Логос, 2014), «Под небом голубым, бескрайним…» (Логос, 2014). Даже во время процесса он читал свои стихи, обращаясь к судье.

## Собственность и доходы
По сообщению официального сайта республиканских властей, общая сумма дохода главы республики за 2008 год составила 2 001 100 рублей. Это — заработная плата по основному месту работы. В собственности имел три квартиры. Доход супруги Ирины Маркеловой превысил 500 тысяч рублей. Объектов недвижимости, находящихся в собственности или в пользовании, не имела.
В 2009 году доход составил 1,93 млн рублей. В собственности были три квартиры (37,1; 79 и 142 м²). Доход супруги 512 тыс. рублей, в её собственности баня площадью 113,3 м².
В 2010 году семейный доход Маркелова составил сумму 2,5 млн рублей. Он приобрёл квартиру 292,9 м², нежилое помещение 60 м². У его супруги появились: земельный участок 19 122 м², гараж 166,8 м², беседка 34,1 м², нежилые помещения 9,2 и 196,6 м², ½ квартиры (152,2 м²). Вторая половина квартиры принадлежала несовершеннолетней дочери.
В 2011 году доход 6,981 млн рублей. Доход супруги 17,196 млн рублей. С семейным доходом в размере 24,2 млн рублей Маркелов занимал шестую строчку в рейтинге доходов руководителей российских регионов. Семье принадлежит недвижимость общей площадью 1143 м² и 6 соток земли.
За 2012 год данных о доходах супруги нет, так как Маркелов развёлся. Количество недвижимости не изменилось. Доход уменьшился до 2,196 млн рублей. За 2013 год доход 2,597 млн рублей, за 2014 год — 3,244 млн рублей, за 2015 год — 3,138 млн рублей, за 2016 год — 3,133 млн рублей.

## Критика
Маркелова обвиняют в подавлении марийских организаций, в нарушениях прав человека, свободы слова и печати. Так, в 2003 году оппозиционные ему газеты Марий Эл (не менее 15 изданий) были под разными предлогами отлучены от типографий в республике. Они были вынуждены печатать свои тиражи в типографиях соседних регионов. В 2005 году сообщалось о блокировании основным провайдером в республике сайтов, критикующих Маркелова.
В 2005 году журналист Георгий Пирогов на митинге движения «Марий Ушем» критически высказался о деятельности Леонида Маркелова. Тот посчитал высказывания журналиста клеветой, и в 2007 году Пирогов был осуждён по части 3 статьи 129 УК РФ к 6 месяцам лишения свободы условно. Мировой судья признал, что высказывания Пирогова «не соответствуют действительности, выходят за пределы приемлемой критики публичного лица и являются клеветой в адрес Главы Республики Марий Эл Леонида Маркелова». 14 января 2020 года ЕСПЧ признал, что выступление Пирогова не превышало пределы допустимой критики в адрес публичного лица и что в отношении журналиста власти России нарушили статью 10 Европейской конвенции о защите прав человека и основных свобод. Суд обязал Россию выплатить Пирогову 10,5 тысяч евро в качестве компенсации.
Также Маркелова обвиняют в ухудшении экономического положения республики за годы его президентства — в частности, в неверной финансовой политике, при которой ежегодно растёт дефицит бюджета. Если в 2000 году до вступления Маркелова на пост президента дефицит был всего 36,2 миллионов руб., то на 2008 год он достиг рекордных значений в 1 миллиард рублей, то есть вырос в 27,6 раз.
В 2005 году вышла резолюция Европейского Парламента «О нарушениях прав человека и демократии в Республике Марий Эл Российской Федерации», в которой говорится о дискриминационной политике по отношению к марийскому населению. Упоминаются «постоянно совершаемые частые нападения, преследования и запугивание по отношению к журналистам и корреспондентам негосударственных средств массовой информации в Марий Эл, включая убийство трёх журналистов в 2001 году и избиение г-на Владимира Козлова 7 февраля 2005 г.». Согласно резолюции, «местные и федеральные власти не предпринимают должных мер к тому, чтобы привлечь преступников к суду и обеспечить безопасность журналистов и независимость средств информации; ряд оппозиционных газет могут печататься лишь за пределами Марийской Республики; Правительство Марий Эл угрожает закрыть школы в тех областях, где большинство голосов на президентских выборах было подано за оппозиционного кандидата, и принудило около десятка директоров школ в этих областях подать заявления об уходе с работы; представители марийского меньшинства сталкиваются со значительными трудностями в получении образования на своём родном языке, поскольку на марийском языке не имеется ни среднего, ни высшего образованием, а выпуск учебников на марийском в последние годы сильно сокращён; На страницах официальной газеты правительства республики „Марийская правда“ неоднократно публиковались материалы, разжигающие антисемитизм и национальную рознь между марийцами, русскими, татарами. Газета была официально предупреждена прокуратурой республики и ФСБ за разжигание межнациональной розни»
Созванный в апреле 2002 года VI Чрезвычайный внеочередной съезд марийского народа выразил недоверие Леониду Маркелову и предложил ему добровольно оставить пост президента РМЭ. Конгресс марийского народа также осудил национальную политику правительства Марий Эл, возглавляемого Л. Маркеловым.
Во всероссийской прессе появлялась информация о притеснении руководством республики Марий Эл крупных инвесторов и разделении их на своих и чужих. Маркелова критиковали за уничтожение парков и гостиниц Йошкар-Олы.
Также отмечали, что он использовал административные ресурсы на выборах президента РМЭ. После вынужденной отставки и ареста население региона не выступило в поддержку Маркелова: напротив, политологи отмечают, что многие были рады такому повороту.

## Награды
- Орден «За заслуги перед Отечеством» IV степени (23 августа 2010) — за большой вклад в социально-экономическое развитие республики и многолетнюю плодотворную работу[79] (лишён награды судом 24.02.2021);
- Орден Дружбы (19 декабря 2004 года) — за большой вклад в социально-экономическое развитие республики, укрепление дружбы и сотрудничества между народами[80] (лишён награды судом 24.02.2021);
- Медаль «В память 850-летия Москвы»[81];
- Медаль Анатолия Кони (Министерство юстиции Российской Федерации, 2001 год)[82];
- Медаль «За заслуги» (20 июня 2013 года, Приказ ФССП России № 995-к)[83];
- Медаль «10 лет Федеральной службе судебных приставов» (15 октября 2007 года, Приказ ФССП России № 1267-к);
- Золотая медаль «За вклад в развитие агропромышленного комплекса» (Министерство сельского хозяйства Российской Федерации, 2005 год)[84];
- Медаль «За безупречную службу»[81];
- Почётная грамота Правительства Российской Федерации (22 июня 2005 года) — за большой личный вклад в социально-экономическое развитие Республики Марий Эл[85];
- Почётный знак «За заслуги в развитии физической культуры и спорта» (30 октября 2013 года) — за большой личный вклад в развитие физической культуры и спорта в Российской Федерации, пропаганду здорового образа жизни и в связи с 90-летием со дня образования федерального (государственного) и территориальных органов исполнительной власти в сфере физической культуры и спорта[86];
- Орден святого благоверного князя Даниила Московского II степени (РПЦ, 2004 год)[87];
- Орден святого благоверного князя Даниила Московского I степени (РПЦ, 12 июня 2016 года)[88].